# Rookies (manga)
Rookies (ルーキーズ, Rukīzu) est un manga de style shōnen de Masanori Morita dont la parution a commencé au Japon en 1998. Il a été publié au Japon d'abord dans le Weekly Shōnen Jump, puis en 24 volumes par les éditions Shueisha, et en France aux éditions Tonkam.

## Synopsis
Le nouveau professeur Koichi Kawato, idéaliste, amoureux de sport et un peu gaffeur, va tenter d'amener les voyous et les mauvais élèves du lycée Futago-Tamagawa, à apprendre le baseball.

## Drama
Une adaptation télévisée (drama) a été diffusée entre le 19 avril 2008 et le mois de juin de la même année sur la chaîne TBS.